# Lily Donaldson
Lily Donaldson (Londres, Inglaterra; 27 de enero de 1987) es una modelo inglesa. Ha sido el rostro de campañas de Miss Sixty, Burberry, Jil Sander, Lanvin, Roberto Cavalli, Dolce & Gabbana, Mulberry, Nicole Farhi, Christian Dior, MaxMara.

## Carrera

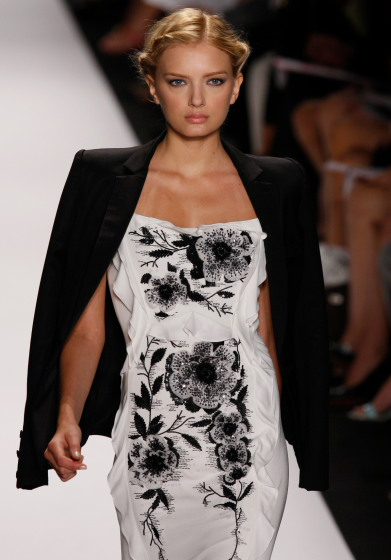
En la pasarela para Carolina Herrera, primavera 2009.

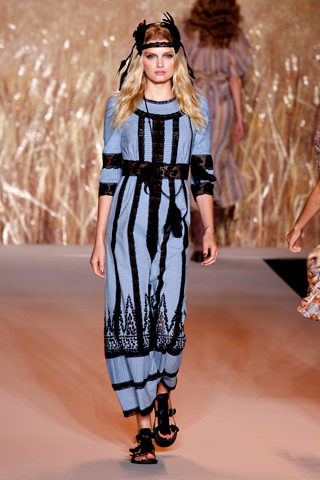
Anna Sui primavera/verano 2012.

Fue descubierta en 2003 por un agente de la agencia Select Modeling Agency mientras estaba de compras en Camden Town, Londres. En 2004 se convierte en el rostro de Miss Sixty, siendo Mario Testino quien fotografió a Donaldson para Burberry, junto a Stella Tennant y Karen Elson. Lily debuta en la pasarela de Jil Sander y Rochas otoño en Milán y París.
En mayo de 2007 apareció en la portada de la revista Vogue como una de las siguientes supermodelos del mundo, fotografiada por Steven Meisel. Renueva su contrato con Burberry, reemplazando a Kate Moss y se convierte en la cara de MaxMara, en sustitución de Raquel Zimmermann y destacó en la portada de la revista Numéro octubre. En el año 2008 Patrick Demarchelier fotografía Donaldson para el calendario Pirelli, renueva contrato con MaxMara, Steven Klein fotografía Donaldson para Dolce & Gabbana con Jessica Stam y Gemma Ward, y destacó en la portada de i-D junto a su buena amiga Gemma Ward.
En 2009, Vogue Paris la declaró una de las top 30 modelos de los 2000. Donaldson fue el rostro de la campaña de Monsoon Accessorize para primavera/verano 2011.
Durante los Juegos Olímpicos de 2012, Donaldson fue una de las modelos británicas en portar prendas de ropa creadas por diseñadores británicos específicamente para el evento. Las otras modelos fueron Naomi Campbell, Kate Moss, David Gandy, Karen Elson, Jourdan Dunn, Georgia May Jagger y Stella Tennant. Portó un vestido dorado de la marca Vivienne Westwood.

## Vida personal
Tras cinco años viviendo en Nueva York, Donaldson se mudó de nuevo a Londres a finales de 2010.
El músico Mick Fleetwood es su tío-abuelo.
Mantuvo una relación con Vladimir Restoin Roitfeld, hijo de Carine Roitfeld, la editora de la revista Vogue francesa. Se conocieron en 2007.
Es amiga cercana de las también modelos Gemma Ward e Irina Lazareanu, con la que hizo dos campañas de Mulberry.